# Lauren Reynolds
Lauren Reynolds (Bunbury, 25 de juny de 1991) és una esportista australiana que va competir en ciclisme en la modalitat de BMX, guanyadora d'una medalla de plata al Campionats del món de BMX de 2013, en la carrera femenina.